# Baqt
Baqt var ett fördrag som slöts år 652 mellan det muslimska Rashidunkalifatet och det kristna kungariket Makuria efter den arabiska erövringen av Egypten (639–642). 
Efter att Egypten erövrats av arabernas kalifat vände araberna uppmärksamheten mot de kristna kungariket i Nubien. De misslyckades med att erövra Makuria. I fredsfördraget gick de två makterna med på att inte attackera varandra; fri handel och resande mellan rikena; förbud av emigration till varandra; utlämning av flyktingar; att Makuria skulle tvingas uppföra en moské; att Egypten inte hade skyldighet att skydda nubiska resanden från tredje part. Den viktigaste punkten i fördraget var dock att Makuria var skyldig att varje år erlägga en tribut på 400 manliga och kvinnliga slavar av "hög kvalitet" till Egypten; fördraget efterlevdes till 1300-talet.